# 830-talet f.Kr.

Levanten 830 f.Kr.

## Händelser
- 836 f.Kr.
  - Shalmaneser III av Assyrien leder en expedition mot tabarenerna.
  - Inbördeskrig utbryter i Egypten.
- 830 f.Kr. – Kung Baal-Eser II:s av Tyrus regeringstid tar slut.

## Avlidna
- 837 f.Kr. – Osorkon II, farao i Egyptens tjugoandra dynasti.